# Radoszyce (województwo podkarpackie)
Radoszyce (Ukr. Радошицї) – wieś w Polsce położona w województwie podkarpackim, w powiecie sanockim, w gminie Komańcza. Leży nad potokiem Barbórka, u stóp granicznego pasma Beskidu Niskiego.
W latach 1975–1998 miejscowość położona była w województwie krośnieńskim.
W miejscowości znajduje się dawna cerkiew św. Dymitra, obecnie kościół rzymskokatolicki pw. Matki Bożej Wspomożycielki.

## Historia
Miejscowość ta wyznaczała granicę szlaku osadnictwa polskiego, kolonizowanego później powtórnie przez Wołochów. Pierwsze zapisy, pochodzą z 25 czerwca 1361 (Kod. Dyplomat. Małopolski., III, 143) w którym to roku król Kazimierz Wielki nadał braciom Pawłowi i Piotrowi Balom z Węgier opuszczone wsie: Zboiska, Wisłok i Radoszyce. Wieś była w posiadaniu Mikołaja Herburta Odnowskiego około roku 1539.
Od około 1848 do około 1854 właścicielem dóbr tabularnych w Radoszycach był Adolf Kern. Po nim wieś przejął Marian Chyliński. W 1911 właścicielem tabularnym był Andrzej Przystasz i wspólnicy, posiadający 413 ha.
Do 1914 wieś należała do powiatu sądowego Sanok, gmina Bukowsko. W 1898 wieś liczyła 1010 mieszkańców oraz 153 domy, powierzchnia wsi wynosiła 18,29 km². W okresie zaborów funkcjonowała na wsi szkoła. Od listopada 1918 do stycznia 1919 Republika Komańczańska.
W okresie międzywojennym w miejscowości stacjonowała placówka Straży Granicznej I linii „Radoszyce”.

### Dawne nazwy
- Radoczice – 1361 – lokacja na prawie niemieckim
- Radoszyce – 1441 – lokacja na prawie wołoskim
- Radoschice – 1445
- Radoszyce – 1515
- Radożyce – 1867
- Radoszyce – 1877

### Nazwiska mieszkańców
Nazwiska mieszkańców z 1772: Lanmik, Szpak, Bilik, Fudał, Kucenda, Maslanik, Makar, Pietruszka, Łysek, Hopta, Capik, Paszko, Płatek, Petryszak, Barszcz, Dołbanicz, Dołzycki, Gucza, Dragan.

## Religia
Przed II wojną światową Radoszyce zamieszkiwali głównie grekokatolicy. Parafia miała cerkiew pw. św. Dymitra z 1868, z zabytkowym ikonostasem oraz cerkiew filialną w Osławicy. Radoszyce były bardzo popularnym miejscem pielgrzymek grekokatolików do kapliczki z ikoną Matki Boskiej. Do przedwojennej tradycji powrócono z końcem XX wieku, a na odpust przyjeżdżają obecnie pielgrzymi nie tylko z Polski, ale także ze Słowacji i z Ukrainy. Uroczystości pielgrzymkowe odbywają się zawsze w dziewiąty czwartek po Zmartwychwstaniu Pańskim według kalendarza juliańskiego. Odpust połączony jest z łemkowskim kiermaszem "Radoszyckie Źródełko – Spotkanie przy granicy". Co roku towarzyszy mu zabawa i festyn.
Do 1927 Radoszyce należały do parafii łacińskiej w Bukowsku, obecnie do parafii św. Józefa w Komańczy. Od 1947, cerkiew  św. Dymitra jest kościołem filialnym parafii w Komańczy.
W Radoszycach urodził się Aleksander Podwapiński, franciszkanin i zegarmistrz.

## Transport
Przez Radoszyce przebiega droga wojewódzka DW892 (prowadząca z Zagórza na Słowację, do Medzilaborec i historycznego regionu Zemplin) i DW897.
Przed 21 grudnia 2007 funkcjonowało drogowe przejście graniczne Radoszyce-Palota na Przełęczy Radoszyckiej.
Przez przełęcz i wieś biegnie szlak śladami dobrego wojaka Szwejka.

## Galeria

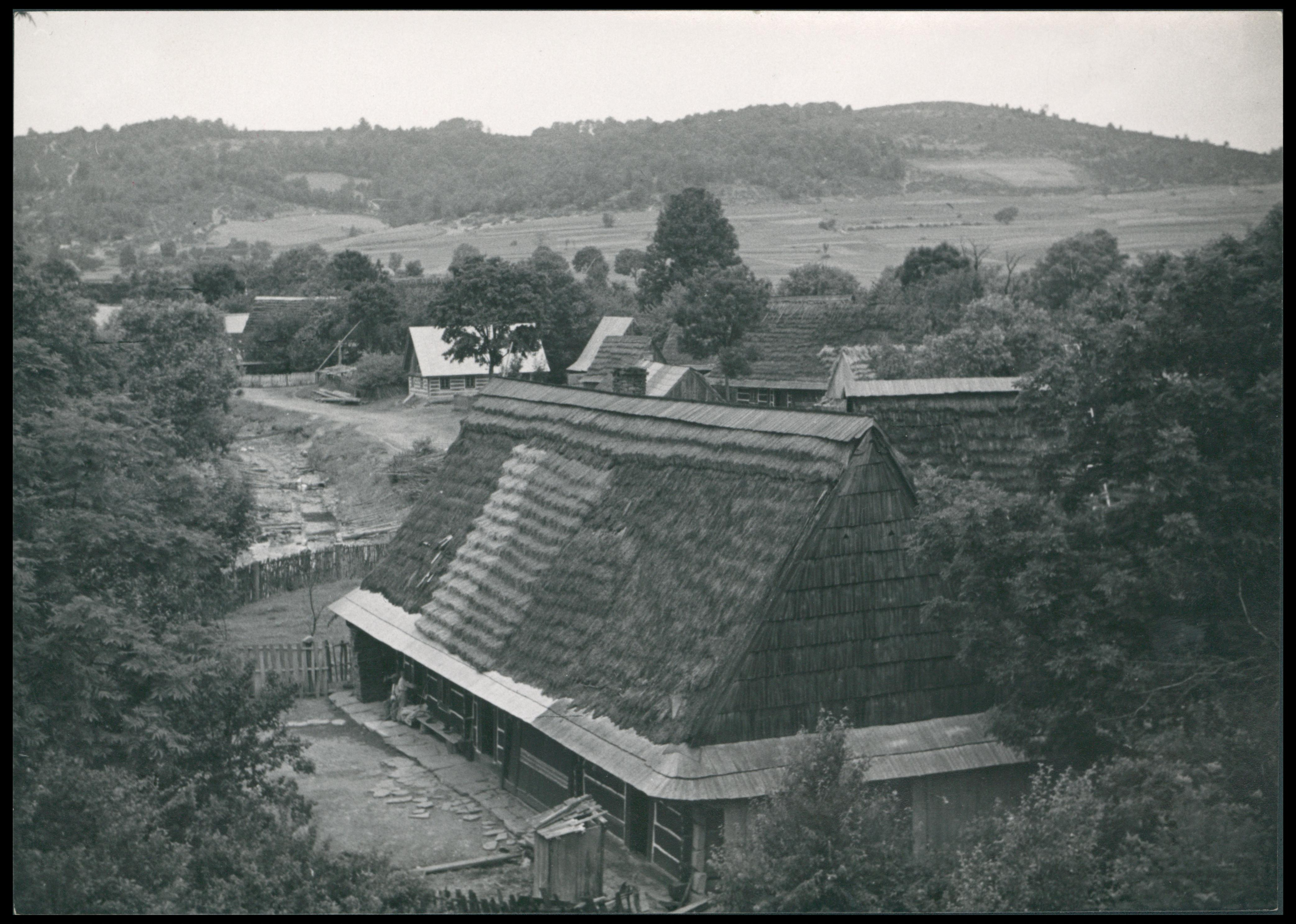
Widok wsi przed 1936
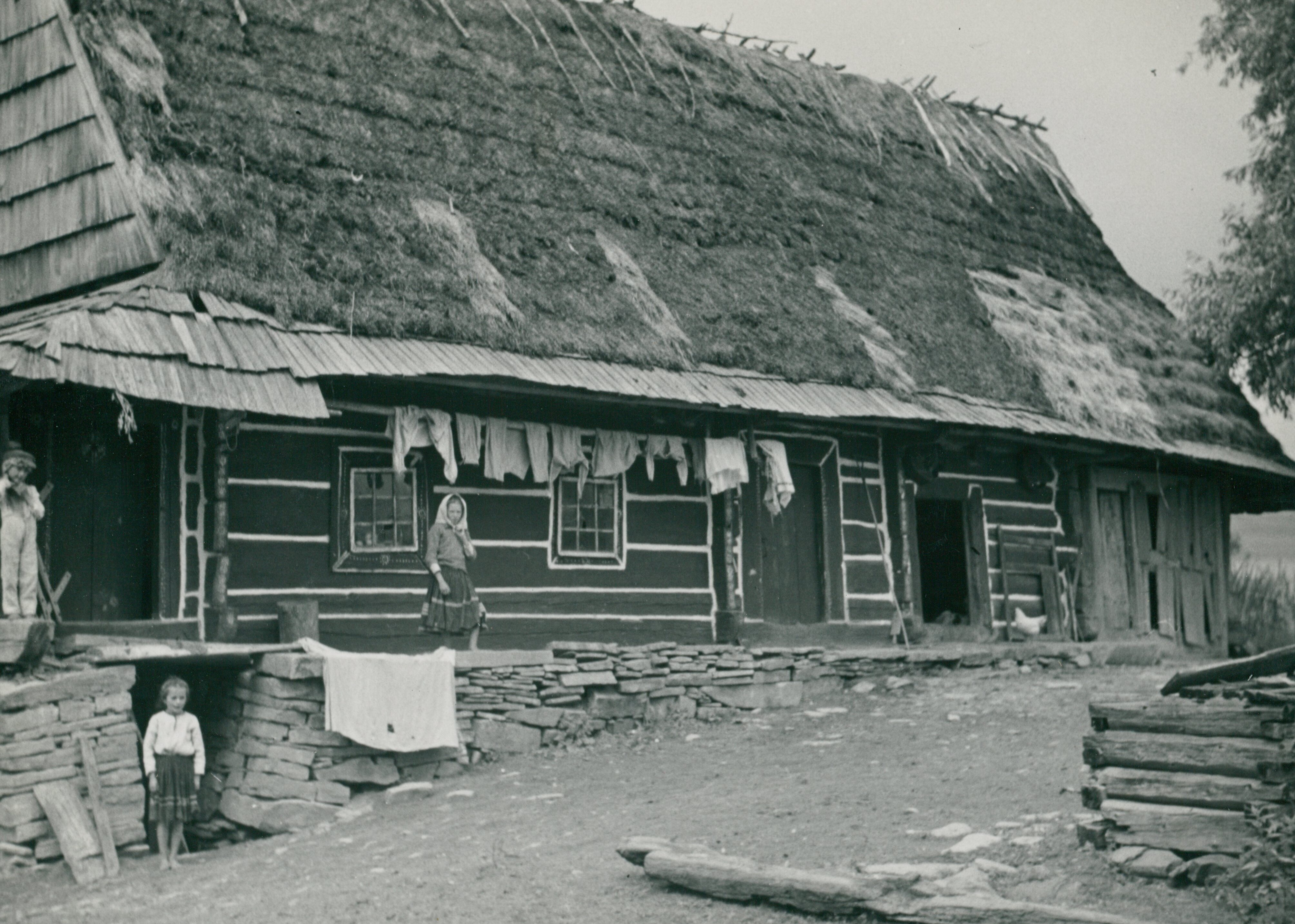
Chata łemkowska (przed 1936)
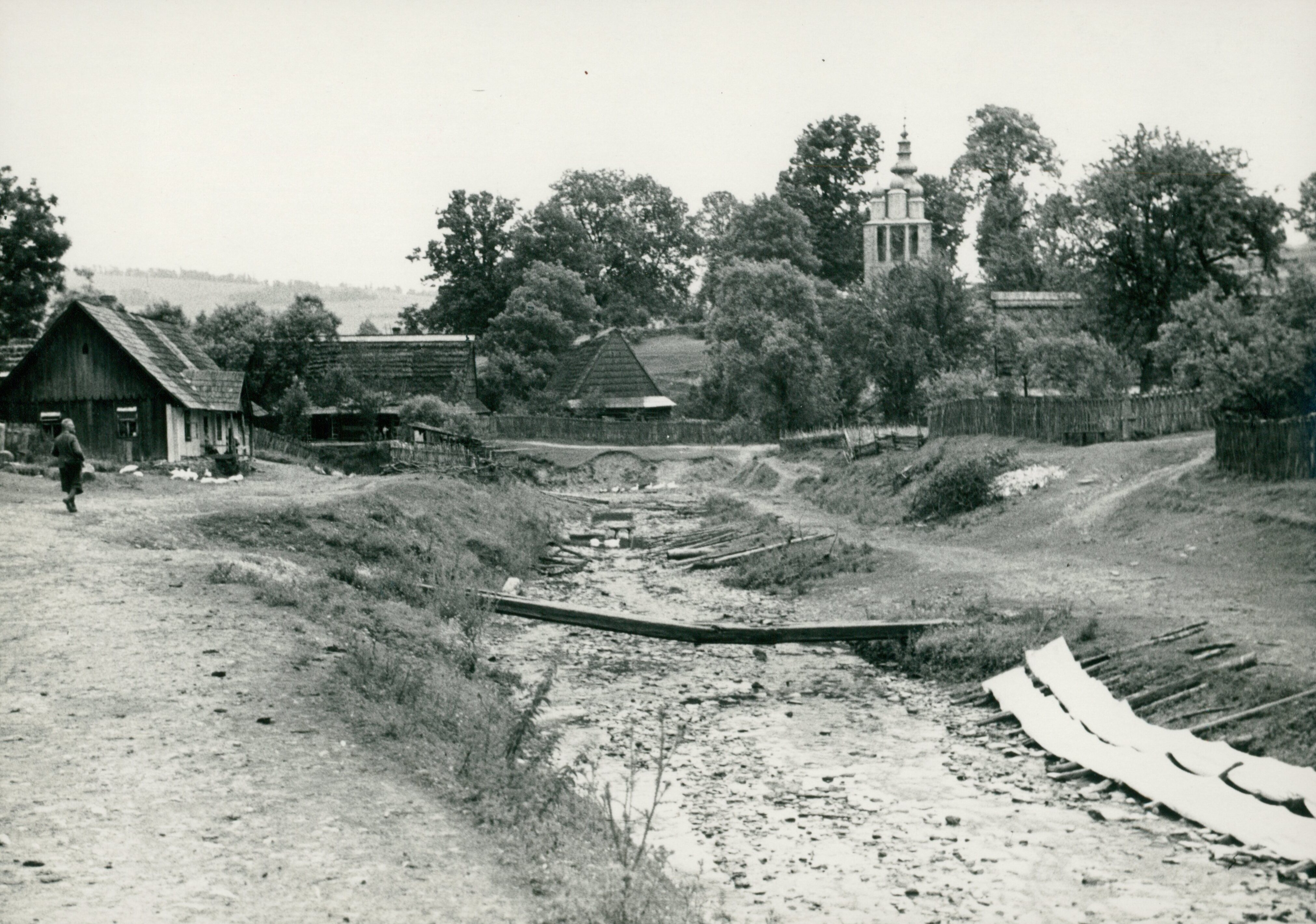
Widok w latach 30. XX w.
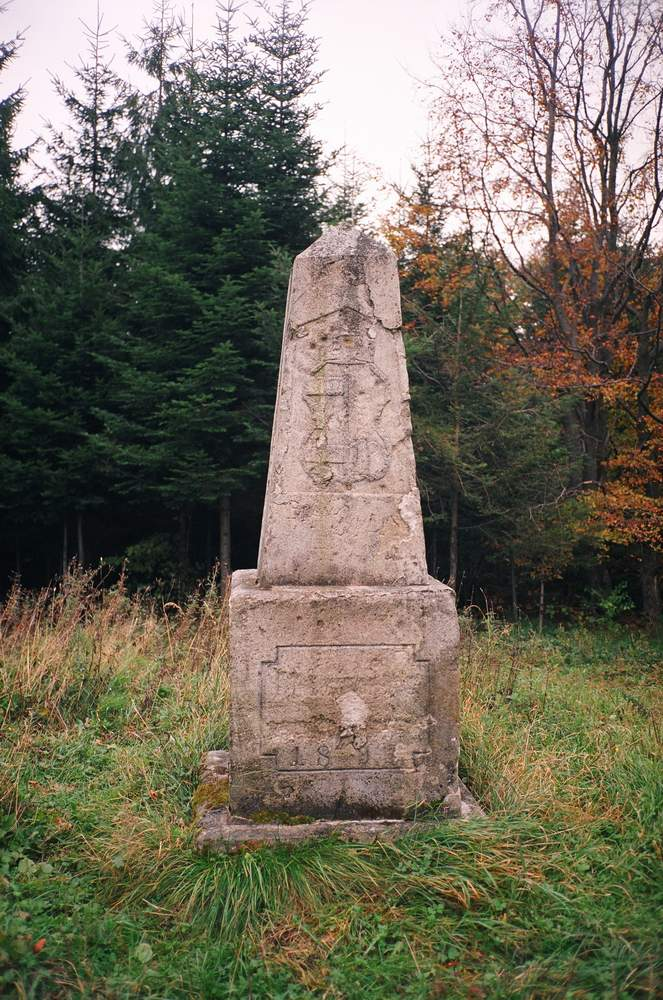
Kamień graniczny.
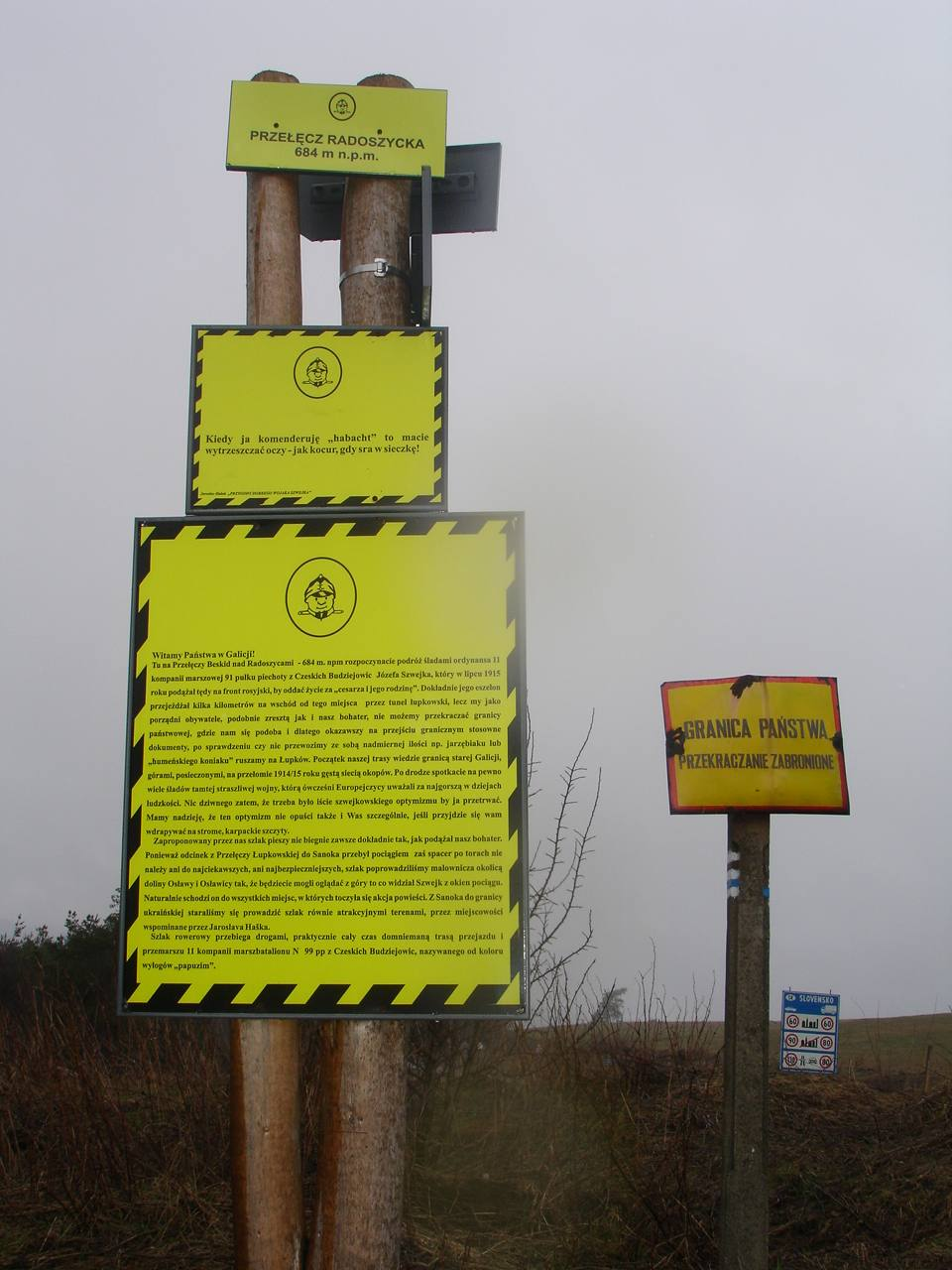
Szlak Szwejka
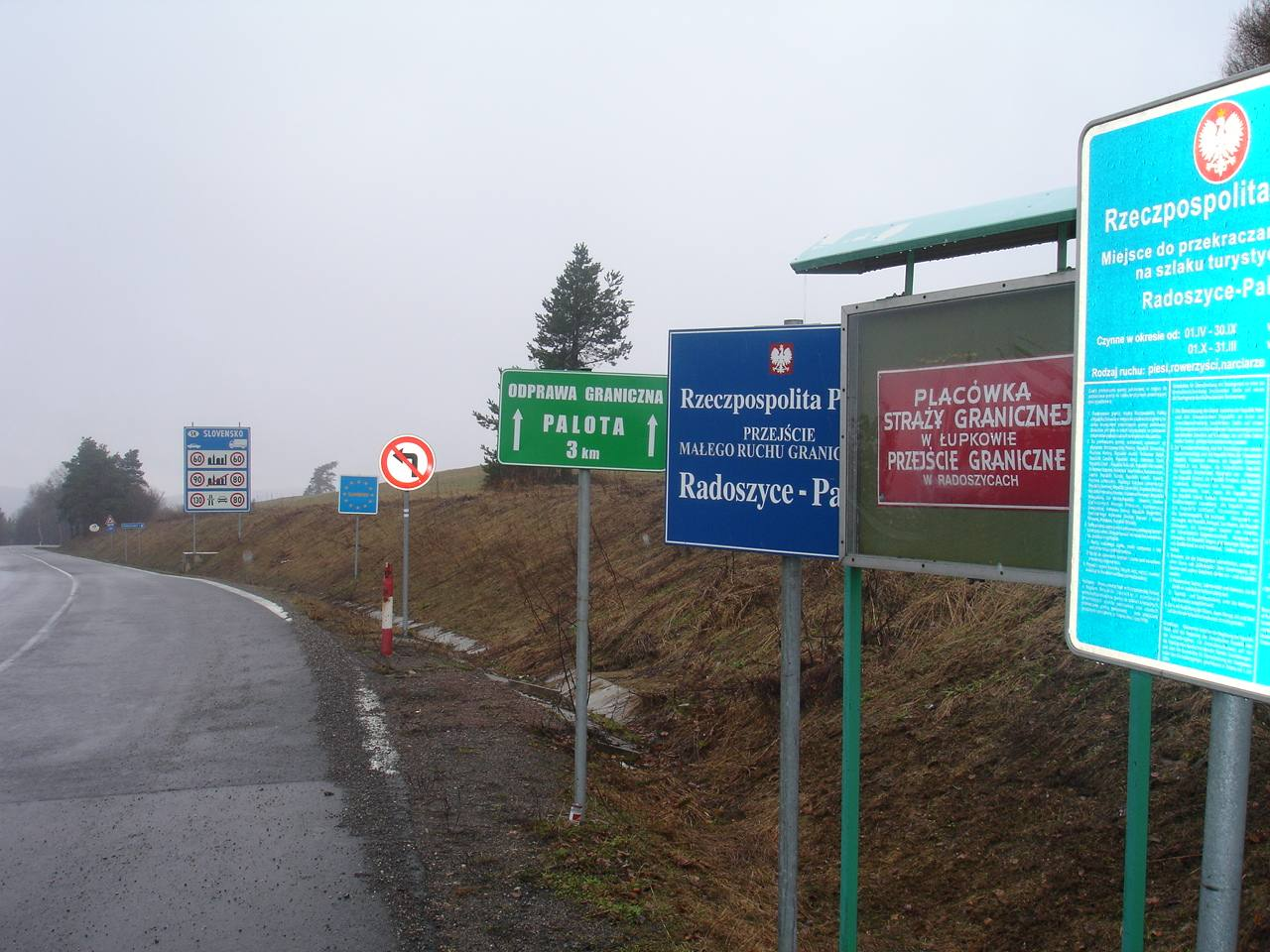
Przejście graniczne Radoszyce-Palota (2007).
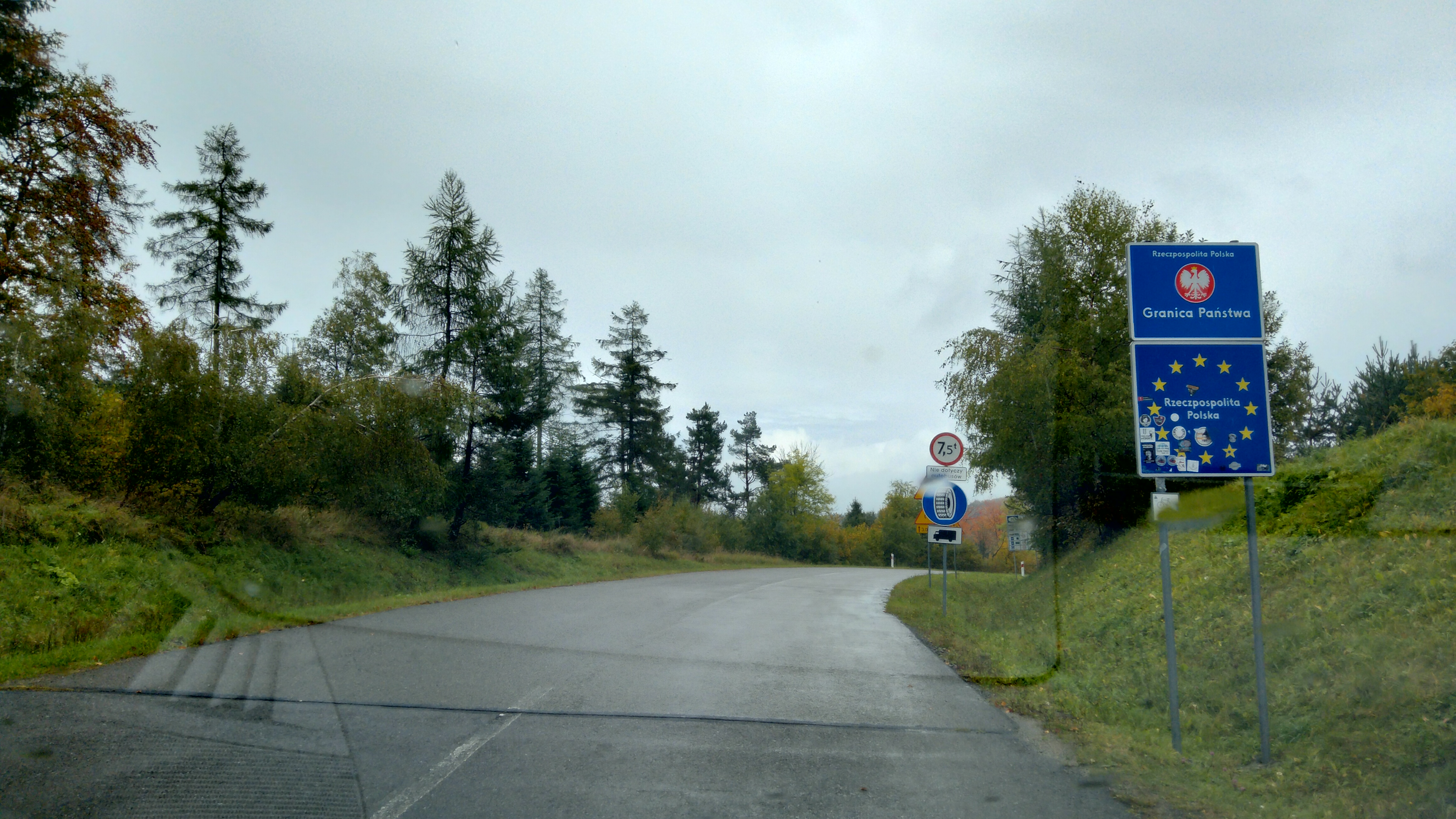
Wjazd ze Słowacji do Polski na DW892 w Radoszycach (2022).